# Anthophora quadricolor
Anthophora quadricolor är en biart som först beskrevs av Wilhelm Ferdinand Erichson 1840.  Anthophora quadricolor ingår i släktet pälsbin, och familjen långtungebin. Inga underarter finns listade i Catalogue of Life.